# Darcy
Darcy er en enhed for permeabilitet, opkaldt efter Henry Darcy. Der er en enhed i CGS-systemet som er meget anvendt i olieindustrien og i hydrogeologi.
Permeabilitet er et mål for flydende mediers evne til at strømme i porøse medier. Som andre permebilitetsenheder er dimesionen – areal.

## Definition
Darcy er defineret ved Darcys lov, der kan skrives således: 
{\displaystyle v={\frac {\varkappa \Delta p}{\mu \Delta x}}}
hvor:
{\displaystyle \varkappa } – Permeabilitet i darcy
{\displaystyle v} – Filterhastighed i cm/s
{\displaystyle \mu } – væskens dynamiske viskositet i centipoise
{\displaystyle \Delta p} trykforskellen mellem A og B i atmosfære
{\displaystyle \Delta x} Afstanden mellem A og B i cm
I et porøst medium med en permeabilitet på 1 darcy vil strømningshastigheden være 1 cm/s for en væske med viskositeten 1 centipoise (1 mPa·s) ved en trykgradient på 1 atm/cm. Vand har viskositet på 1 cP ved 20 °C. 
I sedimenter udtrykkes permeabiliteten normalt i millidarcy (1 mD = 0.001 D). Oliereservoirer og grundvandsmagasiner har typisk permabiliteter på mellem 5 og 500 mD.

## Omregningsfaktorer
1 darcy = 9.86923×10−13 m² ≈ 10−12 m²
1 millidarcy = 9.86923×10−16 m² ≈ 10−15 m²